# 龍虎雙俠
《龍虎雙俠》（英語：Gunfight at the O.K. Corral）為集合眾多好萊塢大卡司动作片演員年輕時拍攝的熱鬧、娛樂性極高之1957年西部片，也是數位影星早年成名作；此片在票房賣座之成功部份可歸功於導演約翰·司圖加巧思。

## 演員陣容
1. ↑  . web.archive.org. 2019-01-10  [2022-05-05]. 原始内容存档于2019-01-10.

## 外部連結
- 互联网电影数据库（IMDb）上《龍虎雙俠》的资料（英文）
- TCM电影资料库上《龍虎雙俠》的资料（英文）